# Cipinang (Cibatu)
Cipinang is een bestuurslaag in het regentschap Purwakarta van de provincie West-Java, Indonesië. Cipinang telt 4146 inwoners (volkstelling 2010).